# Różanka europejska
Różanka europejska (Rhodeus amarus) – gatunek ryby karpiokształtnej z rodziny karpiowatych.

## Występowanie i środowisko
Ryba obecna w środkowej i wschodniej Europie, a także w Azji Mniejszej. Obserwowana w basenie Morza Północnego, południowego Morza Bałtyckiego, Morza Czarnego, zachodniego i południowego Morza Kaspijskiego i Morza Egejskiego (od dorzecza Maricy do dorzecza Strumy, także w dorzeczu Pinios). W basenie Morza Śródziemnego widywana tylko w północnej części dorzecza Rodanu i w dorzeczu Drinu. Notowana z Albanii, Austrii, Białorusi, Belgii, Bośni i Hercegowiny, Bułgarii, Chorwacji, Czarnogóry, Czech, Francji, Grecji, Holandii, Iranu, Litwy, Luksemburga, Łotwy. Macedonii, Mołdawii, Niemiec, Polski, Rosji, Rumunii, Serbii, Słowacji, Słowenii, Szwajcarii, Węgier, Włoch, Turcji i Ukrainy. Introdukowana w Armenii, Danii, Estonii i Wielkiej Brytanii. W dolnym Rodanie i w dorzeczach na zachód od Sekwany, także w południowej Rosji w dorzeczach Donu i Kubania uważana za gatunek inwazyjny. W podziale na regiony rybołówstwa FAO (ang. FAO Major Fishing Areas) znana jedynie z regionu śródlądowych wód europejskich (nr regionu 05) i śródlądowych wód azjatyckich (04). Zasięg jej występowania w rozciągłości południkowej zamyka się w obszarze 60°N–40°N.
Jest słodkowodną rybą bentopelagiczną, choć znane są słonawowodne populacje z Turcji.

## Morfologia
Osiąga maksymalnie 11,2 cm długości całkowitej (TL), przeważnie około 5 cm TL. Płetwa grzbietowa zbudowana z 3 promieni ciernistych i 8–10 promieni miękkich. Płetwa odbytowa, podobnie jak płetwa grzbietowa, rozpostarta na 3 promieniach twardych i 8–10 promieniach miękkich. Płetwę ogonową tworzy 19–20 promieni miękkich. W płetwach piersiowych 1 kolec i 10–12 promieni miękkich; w płetwach brzusznych 2 kolce i 6–7 promieni miękkich. Kręgosłup zbudowany z 34–36 kręgów. W linii bocznej 33–45 łusek. 8–9 wyrostków filtracyjnych na pierwszym łuku skrzelowym.

## Rozród
Dojrzałość płciową osiąga przy długości średnio 5,5 cm. Dożywa pięciu lat. Tarło odbywa się czystych, wolno płynących bądź stałych wodach, zazwyczaj z mulistym dnem. Samica składa jaja do wnętrza muszli małży. Samiec dostarcza nasienie do środka skorupy, zrzucając je w komin powietrza, który wytwarza oddychający, zasysający powietrze mięczak. Narybek pozostaje w muszli aż do pierwszych oznak samodzielności. Okres tarłowy przypada na miesiące ciepłe, z reguły od kwietnia do sierpnia.